# Anwar Abdel Aleem
Anwar Abdel Aleem (* 13. Dezember 1918 in Alexandria, Ägypten; † 27. Oktober 1996 ebenda) war ein ägyptischer Meeresbiologe. Er war ein Spezialist für Algen und Meerespflanzen.
Sein botanisches Autorenkürzel lautet „Aleem“.

## Leben
Aleem war der Sohn von Mohamad Abdel und Aisha Aleem, geborene Gawad. 1941 erlangte er den Bachelor of Science mit Auszeichnung an der Universität Kairo. Von 1942 bis 1946 war er Assistent an der naturwissenschaftlichen Fakultät der Universität Alexandria. 1945 graduierte er an derselben Universität zum Master of Science. 1949 wurde er mit der Dissertation Distribution and ecology of British littoral diatoms über Kieselalgengemeinschaften zum Ph.D. an der Universität London promoviert. Von 1949 bis 1952 absolvierte er seine Postdoc-Phase mit Unterstützung von Forschungsstipendien in Schweden, Frankreich und Deutschland. Er arbeitete auch in englischen Labors, insbesondere in Plymouth, und erforschte in Zusammenarbeit mit Felix Eugen Fritsch die Ökologie der Kieselalgen der britischen Meeresküste. Von 1953 bis 1959 war er außerordentlicher Professor für Ozeanographie an der Universität Alexandria. 1953 wurde er mit dem ägyptischen Staatspreis für Biowissenschaften ausgezeichnet. 1954 war er Forschungsstipendiat der Allan Hancock Foundation sowie Fulbright-Stipendiat an der University of Southern California. 1955 folgte ein Forschungsstipendium  an der Scripps Institution of Oceanography. Von 1959 bis 1972 hatte er den Lehrstuhl für biologische Ozeanographie an der Universität Alexandria inne. Im Oktober 1961 heiratete er Hoda El-Odwy, mit der er zwei Söhne hatte. Von 1980 bis 1985 lehrte er in Dschidda, Saudi-Arabien, wo er das Institut für Meereswissenschaften am Roten Meer gründete. Er schrieb viel über Kieselalgen und Phytoplankton, in seiner späten Karriere beschäftigte er sich jedoch auch mit mehrzelligen Algen und deren Ökologie, insbesondere im Roten Meer.
1964 nahm er an der International Indian Ocean Expedition (IIOE) teil. 1970 erhielt er den akademischen Grad eines Doctor of Science von der Universität London. 1984 wurde er mit dem Kuwait Prize für die Förderung der Wissenschaft ausgezeichnet. 1986 ging er als emeritierter Professor in den Ruhestand.
Aleem entwickelte Geräte und Methoden zur Simulation von Gezeiten im Labor sowie quantitative Methoden zur Bestimmung von Plankton und Kieselalgen. Er forschte zur Ökologie und Taxonomie des marinen Phytoplanktons, führte Produktivitätsstudien in Binnenseen durch, forschte über die weltweite Verbreitung parasitärer Meerespilze und betrieb taxonomische Studien über Kieselalgen, Algen, Meerespilze und Meeresgräser.
Aleems Bibliographie umfasst 120 Veröffentlichungen. Dazu gehören auch einige Abhandlungen über die Geschichte der Ozeanographie, die ebenfalls zu seinen Interessen gehörte.
1951 widmete der deutsche Botaniker Friedrich Hustedt (1886–1968) Alleem die Kieselalgen-Art  Navicula aleemii. Im selben Jahr beschrieben beide Forscher zahlreiche Kieselalgenarten in den Publikationen Einige neue Diatomeen von der Südküste Englands und Littoral diatoms from the Salstone, near Plymouth.

## Erstbeschreibungen von Anwar Abdel Aleem
- Caloneis hustedtii Aleem, 1951
- Nitzschia astridi Aleem, 1973
- Achnanthes pseudobrevipes Aleem, 1950
- Olpidium maritimum Höhnk & Aleem, 1953
- Achnanthes petiti Aleem, 1954
- Gomphonema subaequatoriale Aleem, 1958
- Navicula pseudogastrum Aleem, 1958
- Olpidiopsis feldmanni (Aleem, 1952)
- Nitzschia amundoni Aleem, 1973
- Navicula pseudostrearia Aleem, 1973
- Fragilaria fayoumensis Aleem, 1958
- Nitzschia goteborgensis Aleem, 1973
- Caloneis levringi Aleem, 1973
- Caloneis aegyptiaca Aleem, 1958
- Gomphonema fayoumensis Aleem, 1958
- Nitzschia valdestriata Aleem & Hustedt, 1951
- Nitzschia salinicola Aleem & Hustedt, 1951
- Amphora tenerrima Aleem & Hustedt, 1951
- Cocconeis guttata Hustedt & Aleem, 1951
- Navicula supralitoralis Aleem & Hustedt, 1951
- Nitzschia calcicola Aleem & Hustedt, 1951
- Nitzschia proshkina-lavrenki Aleem, 1973
- Pleurosigma subhyalinum Hustedt & Aleem, 1951
- Pseudendoclonium marinum (Reinke) Aleem & E.Schulz, 1952
- Olpidium phycophagum Höhnk & Aleem, 1953
- Navicula britannica Hustedt & Aleem, 1951
- Navicula digitoradiata var. aegyptiaca Aleem, 1948
- Gomphonema subaequatoriale var. spathulata Aleem, 1958
- Navicula ramosissima var. comoides Aleem & Schulz, 1952
- Schizonema ramosissimum var. mucosum Aleem, 1949
- Navicula grevillei var. comoides Aleem, 1949
- Amphora angusta var. orientalis Aleem, 1950

## Schriften
- Marine and Freshwater Resources of Egypt, 1961
- Oceans and Seas and Their Natural Resources, 1964